# 황병
황병(黃柄, ? ~ ?)은 삼국시대 오나라의 인물로, 황개의 아들이다. 229년에 관내후의 직위에 올랐다.